# Juan José Soriano y Pradas
Juan José Soriano y Pradas (Requena, 1824 - València, 1898) fou un advocat i polític valencià. Fill d'un notari d'ideologia liberal, es llicencià en dret a la Universitat de València el 1845. Juntament amb José Antonio Guerrero Ludeña, fou un dels impulsors del Partit Republicà Democràtic Federal.
Durant la revolució de 1868 fou secretari de la Junta Revolucionària a València i regidor de l'ajuntament de València. El 1873 fou nomenat governador civil de la província de Logronyo, però renuncià al càrrec quan fou elegit diputat pel districte de Requena a les eleccions generals espanyoles de 1873. Després de la restauració borbònica fou un dels artífex de la reconstitució del Partit Republicà Federal al País Valencià, del que en fou president del Directori General fins a la seva mort.